# Władysław Plaskura
Władysław Plaskura (ur. 10 maja 1905 w Łazach, zm. 22 kwietnia 1987 w Gliwicach) – polski inżynier mechanik, specjalista w dziedzinie aparatury chemicznej. Budowniczy Polski Ludowej.

## Życiorys
Urodził się w rodzinie Józefa i Marii Plaskura. W 1923 zdał z wyróżnieniem maturę w gimnazjum w Oświęcimiu. Studiował na Wydziale Mechanicznym Politechniki Lwowskiej, naukę ukończył w 1928. Następnie podjął pracę w Zarządzie Miasta Lwowa, należał również do Towarzystwa Politechnicznego. W międzyczasie od czerwca 1930 do września 1931 pełnił służbę wojskową w 1 Pułku Pancernym WP. W 1936 przeniósł się do Mościc, gdzie pracował w nowo powstałych zakładach azotowych, początkowo jako inżynier konstruktor, później jako szef zakładowego biura konstrukcyjnego.
Po wybuchu II wojny światowej, z powodu odmowy pracy pod okupacyjnym nadzorem, został aresztowany przez gestapo i przetrzymywany w więzieniach w Tarnowie i Wiśniczu. Od 20 czerwca 1940 był więziony w obozie koncentracyjnym Auschwitz-Birkenau (nr więzienny 1000), gdzie przebywał do połowy czerwca 1943. Następnie został zwolniony i przymusowo przekazany do Centralnego Biura Budowlanego w obozie, w którym był zatrudniony do końca 1944, później wywieziony na roboty do Niemiec, najpierw do Wrocławia i Łambinowic.
W marcu 1945 powrócił do Polski i zamieszkał w Gliwicach, gdzie początkowo pracował w biurze projektowym. Od 1952 był związany z Instytutem Inżynierii i Aparatury Chemicznej Politechniki Śląskiej, równolegle od 1953 pełnił funkcję kierowniczą w Centralnym Zarządzie Chemicznym, który w późniejszym czasie zmieniono na Zjednoczenie Syntezy Chemicznej. W 1963 uzyskał tytuł profesora nadzwyczajnego, trzy lata później zrezygnował z pracy w Zjednoczeniu i całkowicie poświęcił się pracy naukowej i dydaktycznej. W 1975 uzyskał tytuł profesora zwyczajnego, rok później przeszedł w stan spoczynku.
Od lat 30. XX wieku był członkiem Stowarzyszenia Inżynierów i Techników Przemysłu Chemicznego, w 1966 został członkiem honorowym tego towarzystwa. Ponadto należał do członków Naczelnej Organizacji Technicznej, gdzie zasiadał przez wiele lat w organach zarządczych. Opracowania naukowe prof. Władysława Plaskury ukazywały się na łamach czasopism „Chemik”, „Inżynieria i Aparatura Chemiczna” i „Ochrona przed Korozją”, przewodniczył kolegium redakcyjnym i radom programowym tych czasopism.
Zmarł w Gliwicach, pochowany na cmentarzu Centralnym przy ul. Kozielskiej (sektor D6A-A-1).

## Ordery i odznaczenia
- Order Budowniczych Polski Ludowej (1959)[4]
- Krzyż Kawalerski Orderu Odrodzenia Polski (10 lipca 1954)[5]
- Złoty Krzyż Zasługi (22 lipca 1951)[6]
- Krzyż Oświęcimski[2]
- Medal 10-lecia Polski Ludowej (11 stycznia 1955)[7]
- Medal im. Prof. Wojciecha Świętosławskiego (1984)
- Odznaka 1000-lecia Państwa Polskiego[2]

## Nagrody
- Nagroda Państwowa II stopnia (zespołowa) (1953)[4]
- Nagroda Państwowa III stopnia (zespołowa) za opracowanie metod i zaprojektowanie urządzeń do wytwarzania i oczyszczania gazu, produkcji kwasu azotowego i saletrzaku w Zakładach Azotowych w Kędzierzynie (1955)[8]